# تشناقرود (سردابة)
تشناقرود (بالفارسية: چناقرود) هي قرية تقع في إيران في قسم سردابة الريفي. يقدر عدد سكانها بـ 2,480 نسمة .